# NGC 2680
NGC 2680 is een sterrenpaar in het sterrenbeeld Kreeft. Het hemelobject werd op 26 februari 1851 ontdekt door Bindon Stoney, een assistent van de Ierse astronoom William Parsons.

## Schijnbare samenstand
Het sterrenpaar dat het catalogusnummer NGC 2680 kreeg bevindt zich, vanaf de Aarde gezien, schijnbaar zeer dicht tegen de kern van het sterrenstelsel NGC 2679, waardoor het lijkt alsof deze twee sterren bij het sterrenstelsel horen, terwijl in werkelijkheid het sterrenpaar en het sterrenstelsel veel verder van elkaar verwijderd zijn.

## Synoniemen
- UGC 4632
- MCG 5-21-14
- ZWG 150.41
- KCPG 176B